# Édith Wong-Hee-Kam
Édith Wong-Hee-Kam née à Saint-Pierre (La Réunion), est une sinologue française, spécialiste de la diaspora chinoise à La Réunion.

## Biographie
Son père est un commerçant du sud de l'île de La Réunion, issu d'une famille hakka originaire du Meixian (district d’une province de Canton) arrivée à La Réunion dans les années 30.
Elle étudie au lycée à Saint-Denis, puis à l'université d'Aix-en-Provence, où elle obtient une maîtrise de lettres en 1969. Elle passe le CAPES de lettres modernes en 1973 et est nommée au lycée de Chaumont, puis au lycée Roland-Garros du Tampon, où elle enseigne jusqu'en 2007.
En 1987, elle obtient une maîtrise de chinois à Aix-en-Provence et s'inscrit à l’École des hautes études en sciences sociales où elle soutient en 1994 une thèse de doctorat d'histoire et de civilisation dont le titre est La Diaspora chinoise aux Mascareignes : le cas de la Réunion. La thèse est publiée aux éditions L'Harmattan en 1996,.
Devenue sinologue, elle enseigne la civilisation et la langue chinoises à l'Université de La Réunion. Ses travaux de recherche sur l'histoire des Chinois émigrés à La Réunion au XIXe et XXe siècles, font référence. Elle participe au projet muséal du centre culturel Guan Di à Saint-Pierre, ouvert en 2017.
Elle est également autrice de romans proches de ses sujets de prédilection.

## Publications
Essais
- 1993 : De Canton à Bourbon : les Chinois de l’île de la Réunion, Éditions CNH
- 1996 : La Diaspora chinoise aux Mascareignes : le cas de la Réunion, Éditions L'Harmattan
- 1999 : L’engagisme chinois, combat contre un nouvel esclavagisme, Océan Éditions
- 2006 : De Confucius à Qu Yuan : humanisme, courage et poésie chez les 749 lettrés chinois, Azalées éditions
- 2008 : Guan Yu – Guan Di, un héros régional-Culte impérial et populaire, Azalées éditions

Romans
- 1999 : Entre mer de Chine et océan Indien, Éditions Orphie, réédition 2011
- 2005 : Pierre le métis (1909-1982) : récit de vie, Éditions Orphie
- 2017 : L'orchidée de Canton, Éditions Orphie
- 2020 : J’ai tellement cherché ton ombre..., Éditions Orphie